# Imagineer
Imagineer Co., Ltd. (イマジニア株式会社, Imajinia Kabushigaisha) é uma empresa produtora e editora de jogos eletrônicos, com sede no Japão.